# Гигу, Микаэль
Микаэ́ль Гигу́ (фр. Michaël Guigou; род. 28 января 1982 года, Апт) — французский гандболист, левый крайний, трёхкратный олимпийский чемпион и 4-кратный чемпион мира в составе сборной Франции. Один из самых титулованных гандболистов в истории. Второй по возрасту олимпийский чемпион в истории гандбола (39 лет и 191 день) после партнёра по команде на Играх 2020 года Яна Жанти.

## Карьера

### Клубная
Микаэль Гигу — воспитанник клуба «Авиньон». В 1999 году он заключил профессиональный контракт с клубом «Монпелье». За 20 сезонов, которые Гигу провел в «Монпелье», он помог клубу 11 раз выиграть чемпионат Франции, а также помог выиграть Лигу чемпионов ЕГФ в 2003 и 2018 годах. 11 раз признавался лучшим левым крайним чемпионата Франции. В 2019 году перешёл в «Ним». Летом 2022 года завершил карьеру.

### В сборной
Микаэль Гигу выступал за сборную Франции с 2002 по 2021 годы, провёл 307 матчей и забил 1021 мяч (3,36 в среднем). Занимает третье место по голам (после Жерома Фернандеса и Николы Карабатича) и восьмое место по количеству матчей в истории сборной.

## Титулы
- Победитель Олимпийских игр: 2008, 2012, 2020
- Серебряный призёр Олимпийских игр: 2016
- Победитель чемпионата мира: 2009, 2011, 2015, 2017
- Победитель чемпионата Европы: 2006, 2010, 2014
- Победитель Лиги чемпионов ЕГФ: 2003, 2018
- Победитель чемпионата Франции: 2002, 2003, 2004, 2005, 2006, 2008, 2009, 2010, 2011, 2012
- Обладатель кубка Франции: 2001, 2002, 2003, 2005, 2006, 2008, 2009, 2010, 2012, 2013, 2016
- Обладатель кубка Французской лиги: 2004, 2005, 2006, 2007, 2008, 2010, 2011, 2012, 2014, 2016

## Статистика
Статистика Микаэля Гигу в сезоне 2018/19 указана 16.1.2019
| Сезон        | Клуб     | Лига           | Матчи | Голы | 7-метр | Голы |
| ------------ | -------- | -------------- | ----- | ---- | ------ | ---- |
| 2004/05      | Монпелье | LNH Division 1 | 24    | 91   | 26     | 65   |
| 2005/06      | Монпелье | LNH Division 1 | 23    | 102  | 21     | 81   |
| 2006/07      | Монпелье | LNH Division 1 | 23    | 116  | 27     | 89   |
| 2007/08      | Монпелье | LNH Division 1 | 8     | 22   | 3      | 19   |
| 2008/09      | Монпелье | LNH Division 1 | 21    | 110  | 54     | 56   |
| 2009/10      | Монпелье | LNH Division 1 | 24    | 104  | 33     | 71   |
| 2010/11      | Монпелье | LNH Division 1 | 19    | 59   | 15     | 44   |
| 2011/12      | Монпелье | LNH Division 1 | 10    | 20   | 0      | 20   |
| 2012/13      | Монпелье | LNH Division 1 | 19    | 61   | 7      | 54   |
| 2013/14      | Монпелье | LNH Division 1 | 19    | 50   | 4      | 46   |
| 2014/15      | Монпелье | LNH Division 1 | 25    | 69   | 13     | 56   |
| 2015/16      | Монпелье | LNH Division 1 | 24    | 71   | 25     | 46   |
| 2016/17      | Монпелье | LNH Division 1 | 17    | 45   | 13     | 32   |
| 2017/18      | Монпелье | LNH Division 1 | 25    | 90   | 34     | 56   |
| 2018/19      | Монпелье | LNH Division 1 | 7     | 13   | 1      | 12   |
| 2004—по н.в. | Итого    | LNH Division 1 | 288   | 1023 | 276    | 747  |